# If You Only Knew (canción)
«If You Only Knew» es el cuarto sencillo de la banda de rock estadounidense Shinedown de su álbum The Sound of Madness (2008) lanzado el 31 de agosto de 2009.
La canción fue escrita sobre la exnovia de Brent Smith cuando estaba embarazada de su hijo. Smith ha descrito la canción como "su primera balada".
La canción se usó en una promoción del drama diurno One Life to Live de ABC.

## Antecedentes
Después de que Shinedown grabara su segundo álbum de estudio Us and Them, Smith decidió tomarse un descanso antes de comenzar con el próximo álbum de estudio. En una entrevista con The Oklahoman, Smith dijo que "nunca haría una canción de amor, nunca", pero cambió de opinión después de enamorarse de un viejo amigo con el que se reunió. Smith explicó que "If You Only Knew" se trataba de "la persona que amas y que extrañas y en la que todavía crees, y eso es lo único a lo que tienes que aferrarte a veces".

## Video musical
Este video tiene lugar en el esqueleto de acero de un rascacielos en la ciudad de Nueva York que aún no se ha terminado de construir. Si bien el enfoque principal del video está en la banda tocando, también hay tomas de parejas paradas alrededor de las vigas de dicho edificio.

## Posicionamiento en lista
| Lista (2009–10)                           | Mejor posición |
| ----------------------------------------- | -------------- |
| Canadian Hot 100                          | 64             |
| U.S. Billboard Hot 100                    | 42             |
| U.S. Billboard Adult Contemporary         | 46             |
| U.S. Billboard Adult Pop Songs            | 11             |
| U.S. Billboard Mainstream Top 40          | 21             |
| U.S. Billboard Hot Mainstream Rock Tracks | 2              |
| U.S. Billboard Alternative Songs          | 7              |
| U.S. Billboard Rock Songs                 | 4              |